# 欧仁·布丹
欧仁·路易·布丹（英語：Eugène Louis Boudin，法語發音：[øʒɛn lwi budɛ̃]，1824年7月12日—1898年8月8日；又译为尤金·布丁）是一名法国风景画家。早年跟随米勒和特魯瓦永学画。
布丹出于水手世家，其父为导航员。布丹一生受其影响，热爱法国西部海岸的景致。他的第一次作品展出是1857年，其绘画作品，迅速而轻盈，他也被称为“印象派之父”，也是莫奈的启蒙恩师。